# Scalpelloniscus vomicus
Scalpelloniscus vomicus är en kräftdjursart som beskrevs av Hosie 2008. Scalpelloniscus vomicus ingår i släktet Scalpelloniscus och familjen Hemioniscidae.
Artens utbredningsområde är havet kring Nya Zeeland. Inga underarter finns listade i Catalogue of Life.